# Asesinato de Dean y Tina Clouse
Harold "Dean" Clouse Jr. y Tina Linn Clouse, anteriormente conocidos como Harris County Does, fueron un par de víctimas de asesinato no identificadas que se encontraron en las afueras de Houston, Texas, en enero de 1981. Después de mudarse en el verano de 1980 con su pequeña hija, Holly Marie, desde el condado de Volusia, Florida, a Lewisville, Texas, los Clouse dejaron de comunicarse con sus familias en octubre de 1980. Los restos de Dean y Tina fueron encontrados en una zona boscosa al norte de Houston el 12 de enero de 1981. Los cuerpos se encontraron a unos pocos metros de distancia uno del otro, y ambos se habían descompuesto significativamente, con un intervalo post mortem de aproximadamente dos meses. Dean Clouse había sido atado y golpeado hasta la muerte, y Tina Clouse había sido estrangulada. Los restos de Holly Marie no se encontraron con o cerca de los restos de Dean y Tina. Después de que los dos difuntos no fueron identificados y el caso se enfrió, fueron enterrados en tumbas anónimas, donde permanecieron sin identificar durante 41 años. En 2011, los cuerpos de los Clouse fueron exhumados para realizar pruebas genéticas. En 2021, los genealogistas forenses los identificaron positivamente como Dean y Tina Clouse, sin embargo, el paradero de Holly Marie permanecía desconocido. En 2022, Holly Marie fue localizada con vida en Oklahoma, sin recordar los eventos traumáticos de su infancia debido a su corta edad en el momento.

## Fondo
Harold “Dean” Clouse Jr. y Tina Gail Linn vivían con sus familias en New Smyrna Beach, Florida, cuando se conocieron en 1978. Tina Linn tenía 15 años y Dean Clouse Jr. 19. La hermana de Dean Jr. ya estaba saliendo con el hermano de Tina, quienes también se casarían más tarde. Dean Jr. y Tina tuvieron lo que los que los rodeaban describieron como un "romance vertiginoso" y se casarían poco tiempo después en el juzgado del condado de Volusia el 25 de junio de 1979. La hija de la pareja, Holly Marie Clouse, nació el 24 de enero de 1980. Tanto Dean Jr. como Tina fueron descritos como padres devotos por sus conocidos. Antes de mudarse a Texas, la joven familia vivía con la hermana de Tina, Sherry Linn.
En el verano de 1980, Dean Jr. y Tina se mudaron con Holly Marie al suburbio de Lewisville, Texas, en el área metropolitana de Dallas. A principios de la década de 1980, el área de Dallas-Fort Worth se estaba desarrollando rápidamente, creando un auge de la construcción. Dean Clouse Jr. era un ebanista experto y se mudó con su familia a Texas con la esperanza de encontrar un buen trabajo en la profesión. Dean Clouse Jr. fue contratado por DR Horton homebuilders, y la joven familia Clouse vivió con el primo de Dean Jr. hasta que lograron comprar su propia casa. Holly Marie tenía seis meses cuando se mudaron. El trabajo en ese momento no era estable para Dean Jr., sin embargo, nadie cercano a ellos informó que la pareja estuviera peleando o tuviera problemas.

## Muerte y descubrimiento
Dean Jr. y Tina dejaron de tener contacto con sus familias a finales de octubre de 1980, solo unos meses después de su mudanza a Texas. Ahora se cree que sus asesinatos ocurrieron entre finales de octubre de 1980 y primeros días de enero de 1981, varias semanas antes de que se encontraran los cuerpos en descomposición el 12 de enero de 1981. Dean Jr. y Tina Clouse fueron vistos con vida por última vez en Lewisville, Texas. Todavía se desconoce cómo Dean Jr. y Tina llegaron al lugar de su descubrimiento, en bosques pantanosos y sin desarrollar al norte de Houston, a 300 km de su última dirección confirmada. Después de varios meses sin contacto de su hijo y nuera, en 1981 la madre de Dean Jr., Donna Casasanta, denunció a la pareja como desaparecida. Sin embargo, la policía puso poco esfuerzo en la investigación, ya que creía firmemente que la joven familia Clouse había cortado el contacto por su propia voluntad, citando el misterioso regreso del automóvil familiar a Florida por parte de miembros de un grupo religioso nómada no identificado. Las familias de Dean Jr. y Tina hicieron esfuerzos para localizar a los Clouse desaparecidos, pero ninguno condujo a desarrollos concretos. Uno de esos esfuerzos realizados por la familia Linn fue denunciar la desaparición al Ejército de Salvación, que a veces realizaba un seguimiento de desapariciones, pero nada de la base de datos del Ejército de Salvación ingresó a las bases de datos federales de personas desaparecidas. 

### Hallazgo de los cuerpos
Los cuerpos entonces no identificados de Dean Jr. y Tina Clouse fueron encontrados el 12 de enero de 1981 en el norte del condado de Harris, Texas, en una zona boscosa pantanosa justo al norte del límite de la ciudad de Houston. El perro de un lugareño se puso a vagar por el bosque y regresó a su dueño portando un brazo humano en descomposición. Grupos de búsqueda impulsados por el hallazgo del perro descubrieron posteriormente los cuerpos muy descompuestos de Dean Jr. y Tina Clouse cerca de Wallisville Road. Los dos cuerpos fueron encontrados a pocos metros uno del otro y habían sido asesinados aproximadamente al mismo tiempo, lo que llevó a los inspectores a concluir que ambos cuerpos eran parte del mismo caso. Ambos difuntos llevaban muertos entre una semana y dos meses, y estaban muy deteriorados, con el cuerpo masculino ya parcialmente esqueletizado. Sin embargo, sus rostros todavía tenían una calidad lo suficientemente reconocible como para dibujar una reconstrucción facial de cada uno. A pesar de la descomposición avanzada, se determinó que ambos fallecidos fueron víctimas de homicidio. La víctima femenina había sido estrangulada, y la víctima masculina había sido atada y amordazada antes de ser golpeada hasta la muerte. Se cree que la víctima femenina había sido atacada primero y que la víctima masculina había sido atacada por intentar defenderla. También se recuperó en la escena del descubrimiento una toalla ensangrentada y un par de pantalones cortos de gimnasia. No estaba claro si el lugar donde se descubrieron los cuerpos era el sitio donde habían sido asesinados o si habían sido arrojados allí después de ser asesinados.

## La investigación sobre los desconocidos del condado de Harris

### Investigación inicial
Dado que ambas víctimas permanecieron sin identificar, la investigación adicional arrojó muy pocas pistas más allá de lo que se recopiló en la escena. Las estimaciones de edad iniciales colocaron a ambos fallecidos como adolescentes o adultos jóvenes. Se observó que ambos difuntos tenían dientes bien cuidados, y se cree que la difunta femenina se mordía las uñas habitualmente. Las teorías iniciales especularon que la víctima femenina fue atacada primero y que la víctima masculina había sido asesinada mientras la defendía. Algunos antropólogos forenses del caso pensaron en las víctimas como una suerte de “Romeo y Julieta”. La artista forense del condado de Harris, Mary Mize, dibujó las reconstrucciones faciales iniciales de ambas víctimas, pero las reconstrucciones no generaron ninguna pista, ahora se sabe que los Clouse aún no habían echado raíces en Texas en el momento de su asesinato. Después de permanecer sin identificar durante un tiempo, Dean Jr. y Tina Clouse fueron enterrados como los Desconocidos del condado de Harris en el cementerio del condado. Nunca se realizaron arrestos por los asesinatos de Dean Jr. y Tina Clouse, e incluso después de la identificación de las víctimas, este sigue siendo el caso.

### Investigación de casos sin resolver
Los cuerpos aún no identificados de Dean Jr. y Tina Clouse fueron exhumados en julio de 2011 para extraer ADN, originalmente con la intención de descubrir si estaban emparentados. Los fondos para la exhumación se obtuvieron cuando el condado de Harris recibió una subvención del Instituto Nacional de Justicia para exhumar a varias víctimas de asesinato no identificadas, incluidos los Clouse, para extraer su ADN e ingresarlo en las bases de datos. A cargo de la exhumación del joven matrimonio estuvo Jennifer Love, directora de antropología forense de la unidad de identificación en la oficina del médico forense del condado de Harris. La financiación para la investigación genealógica continua en el condado de Harris se obtuvo luego de la compañía de podcasts sobre crímenes reales Audiochuck.

## Identificación
El caso de identificación de los Harris County Does se entregó a la organización de genealogía genética con sede en California Identifinders International a finales de 2020. Usando Gedmatch como la base de datos genética en la que buscaron, a las genealogistas forenses Misty Gillis y Allison Peacock se les encomendó la tarea de identificación. Gillis se centró en rastrear la genética del difunto masculino y Peacock se centró en rastrear la genética de la difunta femenina. El ADN del difunto masculino generó múltiples coincidencias distantes en Kentucky, lo que llevó a Gillis a una familia de Kentucky con el apellido Clouse que se había mudado a Florida. Gillis continuó siguiendo la genealogía de la familia Clouse hasta que encontró una coincidencia extremadamente cercana con el difunto masculino. Peacock, actuando como representante tanto de ella como de Gillis, llamó a Debbie Brooks, hermana de Dean Jr., y le preguntó si algún miembro de su familia había desaparecido hacía 40 años o más. Brooks luego proporcionó a Peacock y Gillis información sobre Dean Jr., lo que llevó a que Dean Clouse Jr. fuera identificado dentro de los 10 días posteriores a que Peacock y Gillis comenzaran su caso. Luego, se identificó a Tina Clouse poco después de Dean Jr., lo que llevó a que se los identificara pocas semanas después de la reapertura de sus casos.
Dean Jr. y Tina Clouse fueron identificados públicamente por la unidad de casos sin resolver del Fiscal General de Texas el 12 de enero de 2021, en el 41.º aniversario del descubrimiento de sus restos. Hasta la identificación, según los informes, Donna Casasanta tenía la esperanza de que su hijo todavía estuviera vivo. Luego de la identificación de Dean Jr. y Tina Clouse, Peacock continuó trabajando en el caso como defensor y relaciones públicas de la familia Clouse.
Después de la identificación de Dean Jr. y Tina Clouse, las familias de ambos fallecidos viajaron a Houston para ver el lugar donde se encontraron los cuerpos, así como para visitar sus tumbas. Según Les Linn, hermano de Tina Linn Clouse, ambas familias acordaron que querían mantener enterrada allí a la pareja.

## Desaparición de Holly Marie Clouse
Después de la identificación de los cuerpos de Dean Jr. y Tina Clouse, el enfoque principal de la investigación se centró en localizar a su hija desaparecida, Holly Marie, que no había sido localizada. No se descubrió ningún cuerpo de bebé con o cerca de los restos de Dean Jr. y Tina, y nunca habían surgido casos de bebés que encajaran con las circunstancias de Holly Marie. Se informa que cuando Peacock entregó la noticia de la identificación a la familia Clouse, Debbie Brooks preguntó si los investigadores habían encontrado a la bebé, a lo que Peacock supuestamente respondió "¿Qué bebé?".
Se propusieron varias teorías sobre el paradero de Holly Marie, incluidas las teorías de que su pequeño cuerpo había sido llevado por animales carroñeros o que los investigadores la habían pasado por alto en la escena. Otra teoría que se hizo cada vez más popular fue que Holly Marie había sido secuestrada por los asesinos, lo que se convirtió en el consenso general después de que Holly Marie fuera recuperada con vida. Ahora se sabe que Holly Marie fue abandonada en una iglesia en Arizona poco después del asesinato de sus padres, y que fue abandonada por dos mujeres descalzas y vestidas de blanco que afirmaban ser parte de un grupo religioso nómada.
Allison Peacock y su organización Family History Detectives junto con la familia Clouse continuaron buscando a Holly Marie. Peacock y FHD lanzaron el Proyecto de ADN Hope For Holly como parte de sus esfuerzos. La información sobre el caso de Holly se hizo pública, incluido que su último paradero conocido era Lewisville, Texas. También se distribuyó a la prensa una imagen por ordenador con progresión de edad realizada por el Centro Nacional para Niños Desaparecidos y Explotados, y varios miembros de la familia enviaron muestras de ADN a sitios web de genealogía como Ancestry.com con la esperanza de coincidir con Holly Marie. Varias mujeres de todo el país le escribieron a Peacock que podrían ser Holly, y Peacock probó y descartó así a varias mujeres que se ajustaban a las circunstancias pero que dudaban en trabajar con las fuerzas del orden.

### Recuperación de Holly Marie Clouse
Holly Marie fue localizada con vida en Oklahoma con 42 años el 7 de junio de 2022, lo que también coincidió con el cumpleaños de Dean Jr. Si bien la búsqueda de Holly Marie estaba en curso, se planteó la hipótesis de que si estuviera viva, no sería consciente de su identidad o pasado, lo que terminó siendo correcto. Si bien varias agencias diferentes participaron en la investigación de la desaparición de Holly Marie, hubo confusión sobre si su nombre se deletreaba como Hollie o Holly. Cuando los investigadores pidieron ver su certificado de nacimiento, descubrieron que había sido sellado debido a una adopción.
Si bien se han publicado pocos detalles de la vida de Holly Marie por respeto a su privacidad, se ha informado que Holly Marie ha llevado una vida satisfactoria, llevando 20 años casada, con cinco hijos y dos nietos pequeños. Los detalles de la infancia de Holly Marie también se mantienen confidenciales debido a que la investigación sobre la muerte de sus padres es un caso activo, pero se ha informado que su familia adoptiva nunca fue considerada sospechosa en su caso. La iglesia que acogió a Holly Marie la había dado en adopción a la familia, y tanto la iglesia como la familia desconocían cómo Holly Marie había llegado a estar en posesión de la secta nómada. Holly Marie se reunió con su familia biológica a través de Zoom, y el NCMEC le pagará un billete a Florida para que pueda conocerlos en persona. Después de la recuperación segura de Holly Marie, el Proyecto Hope for Holly pasó a llamarse Dean and Tina Linn Clouse Memorial Fund, y la misión se cambió para centrarse en las identificaciones de otros difuntos no identificados, y todavía está disponible en GoFundMe.

## Investigación en curso
La investigación sobre los asesinatos de Dean Jr. y Tina Clouse todavía se considera un caso activo, según el ayudante de policía del condado de Harris, Thomas Gilliland. Las noticias sobre el caso están parcialmente restringidas, debido a que se trata de una investigación criminal abierta. Después de la recuperación de Holly Marie, el enfoque de la investigación cambió a encontrar a los asesinos de Dean Jr. y Tina, y la publicidad que rodeó el regreso de Holly Marie generó un aumento de nuevas pistas para la unidad de casos sin resolver del Fiscal General de Texas.

### El grupo religioso
En la década de 1970, los movimientos “Jesus freak” fueron comunes en Estados Unidos, y la estructura de estos movimientos derivados de la subcultura hippie creaba condiciones favorables para la formación de sectas. Sin embargo, su relevancia fue disminuyendo rápidamente en la década de 1980. Según su familia, Dean Clouse Jr. tenía un historial de interactuar con tales movimientos durante su adolescencia, pero se había alejado voluntariamente de ellos después de conocer a Tina Linn.
Durante diciembre de 1980, lo que ahora se sabe que está cerca del momento del asesinato de Dean Jr. y Tina Clouse, una mujer que se presentó como la "hermana Susan" se acercó a la familia de la pareja en Florida y dijo estar interesada en devolver su coche a la familia. En ese momento, Dean Jr. y Tina ya llevaban varias semanas sin ningún contacto con el resto de la familia. La familia de Dean Jr. y Tina acordaron reunirse con la hermana Susan y varios otros miembros de su grupo religioso en el Hipódromo de Daytona en Florida. Múltiples elementos sobre la reunión no tenían sentido para los miembros de la familia que asistieron. El grupo religioso había dispuesto que la reunión fuera por la noche. Durante la reunión, aunque varios miembros del grupo estaban presentes, solo habló la hermana Susan. A los miembros de la familia que asistieron se les dijo que Dean Jr. y Tina se habían unido a su grupo religioso y ya no deseaban tener contacto mundano con sus familias. Luego, el grupo le pidió a Donna Casasanta que les donara 1.000 dólares. Se notificó a la policía de la reunión con anticipación, pero no se descubrió ningún informe policial formal sobre el incidente.
Cuando Donna Casasanta más tarde trató de denunciar la desaparición de Dean Jr. ante las autoridades, su afirmación fue rápidamente desestimada porque él supuestamente se había unido al grupo religioso como había dicho la hermana Susan, y la policía citó la devolución del automóvil como prueba de que la desaparición de Dean Jr. fue voluntaria. Las familias de Dean Jr. y Tina han dicho que nunca les pareció creíble que la pareja se uniera a una secta, y ahora se cree que el auto fue devuelto intencionadamente para disminuir las posibilidades de una investigación formal.
Se cree que el grupo religioso que devolvió el auto de Dean Jr. y Tina es también el mismo grupo religioso que dejó a Holly Marie en la iglesia de Arizona. Se observó que este grupo religioso vivía de forma nómada en el suroeste de los Estados Unidos. Las creencias del grupo religioso implicaban la separación de hombres y mujeres, así como el vegetarianismo y el no uso de artículos de cuero. El grupo religioso también aseguró haber dejado otro bebé antes, en una lavandería automática.